# 真飛聖
真飛 聖（まとぶ せい、1976年10月13日 - ）は、日本の女優。元宝塚歌劇団花組トップスター。
神奈川県川崎市、中延学園高等学校出身。身長167cm。愛称は「ゆう」。
所属事務所はワタナベエンターテインメント。

## 来歴
1993年、宝塚音楽学校入学。
1995年、音楽学校卒業後、宝塚歌劇団に81期生として入団。入団時の成績は12番。芸名は「月の光」を意味するMahtob（Mehtab）が由来。星組公演「国境のない地図」で初舞台。その後、星組に配属。
末っ子的な少年ぽさと立ち役的な力強さを併せ持つ男役として注目を集め、1999年の「我が愛は山の彼方に」で新人公演初主演。その後も3度に渡って新人公演主演を務める。
2002年の「ヴィンターガルテン」（バウホール・日本青年館公演）で、朝澄けいとバウホール・東上公演ダブル主演。
2004年の「花のいそぎ」（バウホール・日本青年館公演）で、バウホール・東上公演単独初主演。
2005年8月15日付で花組へと組替え。春野寿美礼トップの下、今までの魅力に静なる持ち味も加えていく。
2006年の「MIND TRAVELLER」（ドラマシティ・日本青年館公演）で、2度目の東上公演単独主演。
2007年に春野の後を受けて花組トップスターに就任。相手役に前任より引き続き桜乃彩音を迎え、翌年の「愛と死のアラビア／Red Hot Sea」でトップコンビ大劇場お披露目。
2010年に桜乃が退団後は、蘭乃はなを2人目の相手役に迎え、「麗しのサブリナ／EXCITER!!」で新トップコンビ大劇場お披露目。
2011年4月24日、「愛のプレリュード／Le Paradis!!」東京公演千秋楽をもって、宝塚歌劇団を退団。
退団後はワタナベエンターテインメント所属となり、舞台・ドラマ・映画・バラエティーなど様々な分野で活躍している。

## 人物
実兄は作曲家の山下宏明である。

## 宝塚歌劇団時代の主な舞台

### 初舞台
- 1995年3 - 5月、星組『国境のない地図』（宝塚大劇場）

### 星組時代
- 1995年7月、『国境のない地図』（東京宝塚劇場）
- 1995年9 - 1996年3月、『剣と恋と虹と』『ジュビレーション!』
- 1996年5 - 8月、『二人だけが悪』 - 新人公演：キチョ（本役：湖月わたる）『パッション・ブルー』
- 1996年9月、『ドリアン・グレイの肖像』（バウホール）
- 1996年11 - 12月、『エリザベート』（宝塚大劇場） - 黒天使、新人公演：ジュラ（本役：彩輝直）[3]
- 1997年1月、『ドリアン・グレイの肖像』（日本青年館）
- 1997年3月、『エリザベート』（東京宝塚劇場） - 黒天使、新人公演：ジュラ（本役：彩輝直）[3]
- 1997年5 - 8月、『誠の群像』 - 新人公演：加納惣三郎（本役：彩輝直）『魅惑II』
- 1997年9月、『Elegy 哀歌』（バウホール）
- 1997年11 - 12月、『ダル・レークの恋』（宝塚大劇場） - 新人公演：ジャスビル（本役：英真なおき）
- 1998年1月、『Elegy 哀歌』（日本青年館）
- 1998年3月、『ダル・レークの恋』（帝国劇場） - 新人公演：ジャスビル（本役：英真なおき）
- 1998年4 - 5月、『ダル・レークの恋』（全国ツアー）
- 1998年6 - 8月、『皇帝』 - 新人公演：ブッスル（本役：絵麻緒ゆう）『ヘミングウェイ・レビュー』（宝塚大劇場）
- 1998年8 - 9月、『イコンの誘惑』（バウホール・日本青年館） - セリョージャ
- 1998年10 - 11月、『皇帝』 - 新人公演：ブッスル（本役：絵麻緒ゆう）『ヘミングウェイ・レビュー』（1000days劇場）
- 1999年2 - 6月、『WEST SIDE STORY』 - ベイビー・ジョーン、新人公演：リフ（本役：絵麻緒ゆう）[3]
- 1999年8月、『我が愛は山の彼方に』 - 竜林『グレート・センチュリー』（博多座）
- 1999年10 - 11月、『我が愛は山の彼方に』 - 新人公演：朴秀民（本役：稔幸）『グレート・センチュリー』（宝塚大劇場） 新人公演初主演[9][10][3][8]
- 1999年12月、『エピファニー』（バウホール） - 安東新五郎[3]
- 2000年1 - 2月、『我が愛は山の彼方に』 - 竜林[注釈 1]、新人公演：朴秀民（本役：稔幸）『グレート・センチュリー』（1000days劇場）[9][3]
- 2000年3月、『Love Insurance』（ドラマシティ） - ジェフ
- 2000年6 - 7月、ベルリン公演『宝塚 雪・月・花』『サンライズ・タカラヅカ』（フリードリッヒシュタット・パラスト劇場）
- 2000年7 - 8月、『Love Insurance』（赤坂ACTシアター） - ジェフ
- 2000年8 - 9月、『黄金のファラオ』 - パキ、新人公演：セイタハト（本役：絵麻緒ゆう）『美麗猫（ミラキャット）』（1000days劇場のみ）
- 2000年10 - 11月、『花吹雪 恋吹雪』（バウホール・日本青年館） - 石田佐吉[3]
- 2001年1 - 2月、『花の業平』 - 秋宗、新人公演：在原業平（本役：稔幸）『夢は世界を翔けめぐる』（宝塚大劇場） 新人公演主演[17][3]
- 2001年3 - 5月、『ベルサイユのばら2001-オスカルとアンドレ編-』（東京宝塚劇場） - アラン・ド・ソワソン、新人公演：オスカル・フランソワ・ド・ジャルジェ（本役：稔幸） 新人公演主演[17][3]
- 2001年6 - 7月、『風と共に去りぬ』（全国ツアー） - ルネ
- 2001年8 - 10月、『ベルサイユのばら2001-オスカルとアンドレ編-』（宝塚大劇場） - アラン・ド・ソワソン、新人公演：オスカル・フランソワ・ド・ジャルジェ（本役：稔幸）[17][3]
- 2001年11 - 12月、『花の業平』 - 秋宗、新人公演：在原業平（本役：香寿たつき）『サザンクロス・レビューII』（東京宝塚劇場）[17][3]
- 2002年2月、『花の業平』 - 秋宗『サザンクロス・レビューII』（中日劇場）
- 2002年4 - 8月、『プラハの春』 - ヤロミール『LUCKY STAR!』
- 2002年9月、『ヴィンターガルテン』（バウホール・日本青年館） - クラウス・アウゲンターラー バウ・東上W主演[3][8]
- 2002年11 - 2003年3月、『ガラスの風景』 - レオナルド・バローネ『バビロン』
- 2003年5月、『雨に唄えば』（日生劇場） - リナ・ラモント[3]
- 2003年7 - 11月、『王家に捧ぐ歌』 - カマンテ[3]
- 2004年2 - 6月、『1914／愛』 - モーリス・ユトリロ『タカラヅカ絢爛』
- 2004年7 - 8月、『花のいそぎ』（バウホール・日本青年館） - 小野篁 東上主演[11][10][3]
- 2004年10 - 12月、『花舞う長安』 - 皇甫惟明『ロマンチカ宝塚'04』[3]
- 2005年2月、『王家に捧ぐ歌』（中日劇場） - ウバルド
- 2005年5 - 8月、『長崎しぐれ坂』 - さそり『ソウル・オブ・シバ!!』[3]

### 花組時代
- 2005年11 - 2006年2月、『落陽のパレルモ』 - ロドリーゴ・サルヴァトーレ・フォンティーニ伯爵『ASIAN WINDS!』[3][8]
- 2006年3 - 4月、『Appartement Cinéma（アパルトマン シネマ）』（ドラマシティ・日本青年館・愛知厚生年金会館） - オーランド[8]
- 2006年6 - 10月、『ファントム』 - フィリップ・ドゥ・シャンドン伯爵[3][8]
- 2006年11 - 12月、『MIND TRAVELLER-記憶の旅人-』（ドラマシティ・日本青年館） - マックス・プラマー 東上主演[12][3]
- 2007年2 - 5月、『明智小五郎の事件簿-黒蜥蜴（トカゲ）』 - 雨宮潤一『TUXEDO JAZZ（タキシード ジャズ）』[8]
- 2007年7月、『源氏物語 あさきゆめみしII』（梅田芸術劇場） - 刻の霊
- 2007年9 - 12月、『アデュー・マルセイユ』 - シモン・ベラール『ラブ・シンフォニー』[8]

### 花組トップスター時代
- 2008年2月、『メランコリック・ジゴロ』 - ダニエル『ラブ・シンフォニーII』（中日劇場） トップお披露目公演[8]
- 2008年5 - 8月、『愛と死のアラビア』 - トマス・キース『Red Hot Sea』 大劇場トップお披露目公演[13][14][8]
- 2008年9 - 10月、『外伝 ベルサイユのばら-アラン編-』 - アラン『エンター・ザ・レビュー』（全国ツアー）
- 2009年1 - 3月、『太王四神記』 - ファヌン／タムドク[10]
- 2009年5月、『哀しみのコルドバ』 - エリオ・サルバドール『Red Hot Sea II』（全国ツアー）
- 2009年7月、『ME AND MY GIRL』（梅田芸術劇場） - ウイリアム・スナイブスン（ビル）
- 2009年9 - 11月、『外伝 ベルサイユのばら-アンドレ編-』 - アンドレ・グランディエ『EXCITER!!』
- 2009年12 - 2010年1月、『相棒』（ドラマシティ・日本青年館） - 杉下右京
- 2010年3 - 5月、『虞美人』 - 項羽[10]
- 2010年7 - 10月、『麗しのサブリナ』 - ライナス・ララビー『EXCITER!!』[15]
- 2010年11 - 12月、『メランコリック・ジゴロ』 - ダニエル『ラブ・シンフォニー』（全国ツアー）[10]
- 2011年2 - 4月、『愛のプレリュード』 - フレディー・クラーク『Le Paradis（ル パラディ）!!』 退団公演[4]

### 出演イベント
- 1996年12月、紫吹淳ディナーショー『MISSION』
- 1998年12月、『レビュー・スペシャル'98』
- 1999年5月、'99TCAスペシャル『ハロー!ワンダフル・タイム』
- 1999年12月、『レビュー・スペシャル'99』
- 2001年3月、『ベルサイユのばら2001』前夜祭
- 2001年6月、TCAスペシャル2001『タカラヅカ夢世紀』
- 2001年7月、『宝塚巴里祭2001』[18]
- 2001年9月、『ベルサイユのばら メモランダム』
- 2001年10月、『星組エンカレッジ・コンサート』
- 2003年6月、TCAスペシャル2003『ディア・グランド・シアター』
- 2003年11 - 12月、『Cinderella』[注釈 2][3][8][19]
- 2004年7月、TCAスペシャル2004『タカラヅカ90』
- 2005年3月、真飛聖ディナーショー『Sky Blue』 主演[20]
- 2005年4月、TCAスペシャル2005『Beautiful Melody Beautiful Romance』
- 2005年6月、『ゴールデン・ステップス』
- 2005年9月、ふづき美世ミュージック・サロン『La vie en rose』[21]
- 2005年12月、『花の道 夢の道 永遠の道』
- 2007年9月、TCAスペシャル2007『アロー!レビュー!』
- 2008年12月、タカラヅカスペシャル2008『La Festa!』
- 2009年6月、『百年への道』
- 2010年12月、タカラヅカスペシャル2010『FOREVER TAKARAZUKA』
- 2011年3月、真飛聖ディナーショー『For YOU』 主演[22]

## 宝塚歌劇団退団後の主な活動

### ドラマ
- 37歳で医者になった僕〜研修医純情物語〜（2012年4月10日 - 6月19日、関西テレビ） - 相澤直美 役
- 恋愛検定 第4話（2012年6月24日、NHK BSプレミアム） - 沢田かのり 役
- 相棒（テレビ朝日） - 笛吹悦子 役 
  - season11 第1話 - season13 最終話（2012年10月10日 - 2015年3月18日）
  - season22 元旦スペシャル「サイレント・タトゥ」（2024年1月1日）[23]
- 黒猫、ときどき花屋（2013年10月1日 - 11月19日、NHK BSプレミアム） - 衣川温子 役
- 天誅〜闇の仕置人〜 第1話（2014年1月24日、フジテレビ） - 永瀬真由美 役
- 最高のおもてなし（2014年2月28日、日本テレビ） - 鈴木ちなつ 役
- 連続ドラマW トクソウ（2014年5月11日 - 6月8日、WOWOW） - 桜井智子 役
- 火曜ドラマ まっしろ 第2話（2015年1月20日、TBS） - 玉垣れい子 役
- 水曜ドラマ Dr.倫太郎（2015年4月15日 - 6月17日、日本テレビ） - 矢部街子 役
- 連続ドラマW しんがり 山一證券 最後の聖戦（2015年8月 - 、WOWOW） - 蒲生 役
- 木曜ドラマ 遺産争族（2015年10月22日 - 12月17日、テレビ朝日） - 金沢利子 役[24]
- 金曜ドラマ わたしを離さないで（2016年1月15日 - 3月18日、TBS） - マダム 役[25]
- 土曜ワイド劇場 終着駅シリーズ30「殺人の債権」（2016年6月25日、テレビ朝日） - 宗形鮎子 役
- 金曜ドラマ 神の舌を持つ男 第4話（2016年7月29日、TBS） - 赤池栄子 役
- ドラマスペシャル 宮部みゆきサスペンス「模倣犯」（2016年9月22日・23日、テレビ東京） - 浅井祐子 役
- 日曜劇場 IQ246〜華麗なる事件簿〜（2016年10月16日 - 12月18日、TBS） - 今市種子 役[26]
- 連続ドラマW コールドケース 〜真実の扉〜 第1話（2016年10月22日、WOWOW） - 佐伯香奈恵 役
- 感情8号線 第4-6話（2017年2月5日 - 19日、フジテレビTWO） - 坂本芙美 役[注釈 3][27]
- 嘘の戦争 第5話（2017年2月7日、関西テレビ） - 五十川芙美 役
- PTAグランパ!（2017年4月2日 - 5月21日、NHK BSプレミアム） - 武曾都 役
- 連続ドラマW 石つぶて〜外務省機密費を暴いた捜査二課の男たち〜（2017年11月5日 - 12月24日、WOWOW） - 杉谷朱鐘 役
- 木曜劇場 隣の家族は青く見える（2018年1月18日 - 3月22日、フジテレビ） - 小宮山深雪 役
- 未解決の女 警視庁文書捜査官 第4話（2018年5月10日、テレビ朝日） - 藤田里美 役
- ドラマスペシャル 指定弁護士（2018年9月23日、テレビ朝日） - 斎藤里美 役
- 三匹のおっさん 新春ドラマスペシャル・三匹のおっさんリターンズ!（2019年1月14日、テレビ東京） - 峰岸美鈴 役
- 家売るオンナの逆襲 第6話 - 第8話（2019年2月13日 - 2月27日、日本テレビ） - 三郷楓 役
- カンテレ開局60周年特別ドラマ 「僕が笑うと」（2019年3月26日、関西テレビ） - 大沢徳子 役
- あなたの番です（2019年4月 - 9月、日本テレビ） - 北川澄香 役
  - 劇場版公開記念!「あなたの番です」完全新撮スペシャル!（2021年12月10日）
- 科捜研の女 （テレビ朝日）
  - season19 第2話（2019年4月25日） - 古町雫 役
  - season22 第8話（2022年12月13日） - 曽根くるみ 役
- FLY! BOYS, FLY! 僕たち、CAはじめました（2019年9月24日、フジテレビ） - 霧沢麗子 役
- SEDAI WARS（2020年1月6日 - 2月17日、MBS） - 白井優子 役[28]
- 駐在刑事 Season2 第5話（2020年2月21日、テレビ東京） - 羽川由香里 役
- 特捜9 season3 第3話（2020年4月22日、テレビ朝日） - 江藤ゆり子 役
- ドラマスペシャル「はぐれ刑事三世」（2020年10月15日、テレビ朝日） - 浦安都子 役
- ドラマスペシャル「オレの寿司物語」（2020年11月21日、テレビ大阪） - 谷口美恵子 役
- 明治開化 新十郎探偵帖 第2回（2020年12月18日、NHK BSプレミアム / BS4K） - 夢の助 役
- おかしな刑事25（2020年12月24日、テレビ朝日） - 葉山理佐子 役
- その女、ジルバ（2021年1月9日 - 、フジテレビ） - 村木みか 役
- ドラマスペシャル「エージェントファミリー〜我が家の特殊任務〜」（2021年3月21日、カンテレ） - 佐藤しのぶ 役
- 半径5メートル (2021年4月30日 - 6月25日、NHK） - 大沼亜希 役
- シェフは名探偵 第6話（2021年7月12日、テレビ東京） - 串本法子 役
- 女の戦争〜バチェラー殺人事件〜（2021年7月 - 8月、テレビ東京） - 須崎利子 役[29]
- 当番弁護士 梶原藤子の事件ファイル（2021年10月4日、テレビ東京） - 飯沼和代 役
- 阿佐ヶ谷姉妹の のほほんふたり暮らし（2021年11月29日 - 12月20日、NHK） - アケミ 役[30]
- タベホの女〜女3世代満腹日記〜（2022年2月26日、チャンネルNECO） - 山盛杏 役
- しろめし修行僧 第4話（2022年4月30日、テレビ東京） - 柏原瞳 役[31]
- 競争の番人 第6話（2022年8月15日、フジテレビ） - 赤羽千尋 役[32]
- 魔法のリノベ 第6話（2022年8月22日、関西テレビ・フジテレビ系） - 飯星靖子 役
- 続 遙かなる山の呼び声（2022年9月17日、NHK BSプレミアム / BS4K） - 森山加奈 役[33]
- ポップUP! 昼上がりのオンナたち～ワタシの選択～ 第3話 本気と遊びの分岐点（2022年9月23日、フジテレビ系） - 佐野加奈子 役[34] 主演
- 大病院占拠（2023年1月14日 - 3月18日、日本テレビ） - 白鬼 / 日向ゆり子 役[35]
- クライムファミリー（2023年4月12日 - 5月3日、フジテレビ） - 佐々木陽 役[36]
- 弁護士ソドム 第5話（2023年6月2日、テレビ東京） - 美作あかり 役[37]
- ゲキカラドウ2 第10話・第11話（2023年6月9日・16日、テレビ東京） - リン 役[38]
- フィクサー Season2（2023年7月9日 - 8月6日、WOWOW） - 横宮妃呂子 役[39]
- ギフテッド Season1 第3話（2023年8月26日、フジテレビ） - 藤堂将子 役[40]
- 姪のメイ（2023年9月8日 - 10月13日、テレビ東京） - 坪野恵 役[41]
- 落日（2023年9月10日 - 10月1日、WOWOW） - 長谷部真理 役[42]
- 家政夫のミタゾノ 第6シリーズ 第2話（2023年10月17日、テレビ朝日） - 幸田愛 役[43][44]
- 君が心をくれたから（2024年1月8日 - 3月18日、フジテレビ） - 逢原霞美 役[45]
- 笑うマトリョーシカ 第4話 - 最終話（2024年7月19日 - 9月6日、TBS） - 鈴木由紀 役[46][47]
- 怪物（2025年7月6日〈予定〉 - 、WOWOW） - 八代正義 役[48]
- DOPE 麻薬取締部特捜課（2025年7月4日 - 、TBS） - 才木美和子 役[49][50]

### その他のテレビ番組
- ぽかぽか（2024年4月5日 - 、フジテレビ）- 金曜レギュラー[51]
- 所さんお届けモノです!（毎日放送・TBS）- レポーター
  - 2025年2月1日「宝塚スターが軽トラに1 相模湾のマグロ新名物＆珍魚鍋」（三浦市）
  - 2025年2月8日「軽トラが行く! 相模湾ナンバー湾メシ②」（葉山町）
  - 2025年3月8日「軽トラで相模湾100キロ旅! 江ノ島で春のカマスご飯」（江ノ島、茅ヶ崎）
  - 2025年5月17日「相模湾ナンバー湾メシ 第4弾」（二宮町、小田原市）
  - 2025年7月19日「相模湾・干物の町の漁師メシ! 夏が旬イワシひつまぶし」（小田原市、真鶴町）

### 映画
- 謝罪の王様（2013年、東宝） - 箕輪の妻 役
- 相棒 -劇場版III- 巨大密室! 特命係 絶海の孤島へ（2014年、東映） - 笛吹悦子 役
- 柘榴坂の仇討（2014年） - マサ 役[52]
- 闇金ウシジマくん（Part4）（2016年） - 今井万里子 役
- 娼年（2018年4月6日、ファントム・フィルム） - 御堂静香 役
- 走れ!T校バスケット部（2018年11月3日、東映） - 田所佳代 役
- ミッドナイトスワン（2020年9月25日、キノフィルムズ） - 片平実花 役
- オレたち応援屋!!（2020年10月23日、東宝） - 東海林真智子 役[53][54]
- あなたの番です 劇場版（2021年12月10日、東宝） - 北川澄香 役
- 近江商人、走る!（2022年12月30日、ラビットハウス） - 朝陽 役[55]
- マッチング（2024年2月23日、KADOKAWA） - 西山茜 役[56][57]
- 52ヘルツのクジラたち（2024年3月1日、ギャガ） - 三島由紀 役[58]
- スマホを落としただけなのに 〜最終章〜 ファイナル ハッキング ゲーム（2024年11月1日、東宝） - 窪田逸子 役[59]
- ゼンブ・オブ・トーキョー（2024年10月25日、ギャガ） - 五十嵐佳苗 役[60]
- 八犬伝（2024年10月25日、キノフィルムズ） - 船虫 役

### 舞台
- 『恋と音楽』（2012年12月 - 2013年1月、パルコ劇場、森ノ宮ピロティホール、イズミティ21大ホール） - 謎の女
- ミュージカル『マイ・フェア・レディ』 (2013年5月、日生劇場） - イライザ[注釈 4]
- 『恋と音楽II 〜僕と彼女はマネージャー〜』（2014年6月 - 7月、パルコ劇場） - 君子 役
- 『ON THE TOWN』（2014年9月 - 10月、青山劇場、オリックス劇場） - アイヴィ・スミス（ミス地下鉄）役
- 『スタンド・バイ・ユー 家庭内再婚』（2015年1月、シアタークリエ） - 榊 愛子 役
- 『もとの黙阿弥』（2015年8月 - 9月、新橋演舞場・大阪松竹座） - お繁 役
- 『恋と音楽 FINAL〜時間劇場の奇跡〜』（2016年2月、パルコ劇場） - 峰麗子 役[61]
- ミュージカル『マイ・フェア・レディ』 (2016年7月 - 8月、東京芸術劇場プレイハウス） - イライザ役[注釈 4]
- 『プレイヤー』（2017年8月、Bunkamuraシアターコクーン） - 演出家・東 役
- KERA CROSS『グッドバイ』（2020年1月 - 2月、シアタークリエ・梅田芸術劇場・ビレッジホール 他地方公演）
- ABC座2020 オレたち応援屋!! On Stage（2020年10月、日本青年館ホール） - 東海林真智子役（映像出演）[53][54]
- こまつ座第140回公演 『雪やこんこん』（2021年12月17日 - 12月26日、紀伊國屋サザンシアターTAKASHIMAYA） - 佐藤和子 役[62]
- モボ・モガプロデュース『多重露光』（2023年10月6日 - 22日〈予定〉、日本青年館ホール） - 麗華 役[63]

### 配信ドラマ
- 列島制覇－非道のうさぎ－（2021年4月16日、U-NEXT） - 赤池みゆき 役[64]
- 神様のえこひいき（2022年3月19日 - 4月9日、Hulu） - 天野恵麻 役[65]
- 僕の愛しい妖怪ガールフレンド（2024年3月22日、Amazon Prime Video）[66]
- 情事と事情（2024年12月5日 - 、Lemino） - 水無月流奈 役[67]

### CM
- ネスレ日本・ネスカフェ エクセラ（2011年）

### ゲーム
- 春ゆきてレトロチカ（2022年5月12日、スクウェア・エニックス） - 桐生恵 / 陣場みさを 役[68]

## 受賞歴
- 1999年、『宝塚歌劇団年度賞』 - 1998年度新人賞[69]
- 2003年、『阪急すみれ会パンジー賞』 - 新人賞[70]
- 2004年、『宝塚歌劇団年度賞』 - 2003年度努力賞[71]
- 2009年、『阪急すみれ会パンジー賞』 - 男役賞[70]
- 2010年、『宝塚歌劇団年度賞』 - 2009年度優秀賞[71]
- 2015年、『おおさかシネマフェスティバル』 - 新人女優賞[72]